# Ernst Heinrich Lindemann

Ernst Heinrich Lindemann

Ernst Heinrich Lindemann (* 25. Januar 1833 in Kirchlengern; † 8. Mai 1900 in Düsseldorf) war ein deutscher Politiker.

## Leben
Während seines Studiums wurde er 1851 Mitglied der Bonner Burschenschaft Frankonia. Zwischen dem 21. März 1859 und dem 1. September 1868 war er Bürgermeister von Essen. Anschließend war er Direktor bei der Westdeutschen Versicherungs-Aktienbank. Ab 1873 war er im Bochumer Verein für Gußstahlfabrikation von Friedrich Grillo beschäftigt. Zwischen 1878 und 1886 war er Oberbürgermeister der Stadt Dortmund und anschließend bis 1899 der Stadt Düsseldorf. In seine Amtszeit als Düsseldorfer Oberbürgermeister fielen die Übernahme der Straßenbahn in städtische Hand, die Anlage des Ostparks und des Volksgartens sowie der Erwerb des Grafenberger Waldes. Die Auseinandersetzungen mit dem Düsseldorfer Regierungspräsidenten um den Kauf des Waldgebietes im Osten der Stadt führten zu Lindemanns Rücktritt. Im Jahr darauf verstarb Ernst Heinrich Lindemann im Alter von 67 Jahren. Sein Enkel war der Marineoffizier Ernst Lindemann, Kommandant des Schlachtschiffes Bismarck.
In Düsseldorf und im Dortmunder Kreuzviertel ist die Lindemannstraße nach ihm benannt.